# Język batak dairi
Język batak dairi, także: pakpak, pakpak-dairi – język austronezyjski używany przez grupę ludności w prowincji Sumatra Północna w Indonezji, zwłaszcza w kabupatenie Dairi. Według danych z 1991 roku posługuje się nim 1,2 mln osób.
Dzieli się na odrębne socjolingwistycznie dialekty dairi i pakpak.
Tradycyjnie zapisywany pismem batackim. Na ten język przełożono Biblię. 